# Dundradig draadwatje
Het dundradig draadwatje (Trichia mirabilis) is een slijmzwam uit de familie Trichiidae. Het leeft saprotroof  op dood hout van loofbomen en -struiken.

## Kenmerken
Het groeit in kleine groepjes of individueel. Vruchtlichamen zijn zittend zonder hypothallus. Het capillitium zijn okergeel, bekleed met 3 tot 4 spiralen en meten 2,6 tot 3,0 μm in diameter. De spiraal eindigt in een verdikking en daarna een korte punt (8 tot 9 μm). De sporen zijn olijfbruin in bulk en okergeel met doorschijnend licht. Ze zijn halfrond, dicht bezet met stekels, met een hyaliene sporenwand en meten (13) 14 tot 15 μm. Het plasmodium is onbekend.

## Verspreiding
Het dundradig draadwatje komt voor in Frankrijk, Duitsland en Nederland. In Nederland heeft het de status verdwenen..